# Norris (Dakota Południowa)
Norris – jednostka osadnicza w Stanach Zjednoczonych, w stanie Dakota Południowa, w hrabstwie Mellette.